# Kék Lajos
Kék Lajos (Apatin, 1854 – Apatin, 1909. november 27.) jogi doktor, ügyvéd, országgyűlési képviselő, tűzoltóparancsnok.

## Élete
Tanulmányai végeztével mint ügyvéd működött szülővárosában. Albrecht főherceg bélyei uradalmának jogügyi képviselője volt. Az 1892. választások alkalmával nemzeti program alapján képviselővé választották. A naplóbíráló bizottság tagja, egyben a magyar országos tűzoltó-szövetség ügyvivő alelnöke és a Tűzrendészeti Lapoknak munkatársa volt.
Szakcikkei a Jogban jelentek meg (1888-tól).